# باول ديلانو
باول ديلانو (بالإنجليزية: Paul Delano)‏ هو عسكري أمريكي، ولد في 15 يونيو 1775 في فيرهيفن في الولايات المتحدة، وتوفي في 4 فبراير 1842.